# Saint-André-la-Côte
Saint-André-la-Côte é uma comuna francesa na região administrativa de Auvérnia-Ródano-Alpes, no departamento de Ródano. Estende-se por uma área de 4,77 km². Em 2010 a comuna tinha 295 habitantes (densidade: 61,8 hab./km²).